# Humes-Jorquenay
Humes-Jorquenay ist eine französische Gemeinde im Département Haute-Marne der Region Grand Est. Die Gemeinde gehört zum Kanton Langres im Arrondissement Langres. In der Gemeinde leben 592 Einwohner (Stand 1. Januar 2022) auf 15,69 km². Die Einwohnerzahl ist rückläufig. Seine Einwohner werden Hûmois bzw. Hûmoises genannt.

## Geografie
Humes-Jorquenay liegt am Westufer der Marne, etwa fünf Kilometer nordwestlich von Langres. Hier mündet Das Flüsschen Mouche in die Marne. Weniger als 100 Meter östlich der mäandrierenden Marne befindet sich der Canal entre Champagne et Bourgogne.

## Geschichte
In den Aufzeichnungen des Sigerich von Canterbury ist der Ort Oisma als Etappenort LXIII verzeichnet. Mit diesem Ort wird Humes-Jorquenay verbunden. Die heutige Via Francigena führt hingegen auf dieser Etappe nach Langres.

### Bevölkerungsentwicklung
| Jahr      | 1962 | 1968 | 1975 | 1982 | 1990 | 1999 | 2010 | 2019 |
| Einwohner | 376  | 355  | 472  | 591  | 598  | 601  | 578  | 579  |

## Sehenswürdigkeiten
- Kirche Mariä Himmelfahrt in Jorquenay
- Kirche Saint-Vinebaud in Humes
- Brücke über den Canal entre Champagne et Bourgogne

## Verkehr
Humes-Jorquenay liegt an der Route nationale 19 von Paris nach Basel zwischen den Städten Chaumont im Norden und Langres im Süden. Die Straße schließt den Ort auch an die A31 einige Kilometer nördlich der Gemeinde (Anschlussstelle Langres-Nord) an. 
Die Gemeinde hatte einen kleinen Bahnhof an der Bahnstrecke Paris–Mulhouse.

## Persönlichkeiten
- Guy Fréquelin (* 1945), Rallye- und Rennfahrer